# دد کنیدایز
دد کنیدایز گروه پانک راک آمریکایی است که در سال ۱۹۷۸ در سانفرانسیسکو، کالیفرنیا تشکیل شد. این گروه در طول هشت سال فعالیت اولیه خود یکی از گروه‌های پانک شاخص در این سبک موسیقی بود.
اشعار گروه معمولاً ماهیت سیاسی داشتند و به‌طور کلی شخصیت‌های سیاسی و اقتدارگرا و همچنین فرهنگ عامه و حتی خود جنبش پانک را هجو می‌کردند.
این گروه در مجموع چهار آلبوم استودیویی و یک EP را قبل از انحلال در سال ۱۹۸۶ منتشر کرد.